# تیفانی استراتون
جسیکا واینالکو (انگلیسی: Jessica Woynilko؛ زادهٔ ۱ مهٔ ۱۹۹۹) کشتی‌گیر حرفه‌ای و ژیمناستیک‌کار سابق اهل ایالات متحده آمریکا است. او در حال حاضر با دبلیودبلیوئی قرارداد دارد و با نام تیفانی استراتون (به انگلیسی: Tiffany Stratton) در برند اسمک‌داون فعالیت می‌کند و قهرمان کنونی کمربند زنان دبلیودبلیوئی است. او هم‌چنین برنده مسابقه مانی این د بنک ۲۰۲۴ و قهرمان سابق کمربند زنان ان‌اکس‌تی نیز بوده است.
پس از کسب قهرمانی در وزنه‌برداری و بدنسازی، والدین واینالکو علاقه داشتند که او یک کشتی‌گیر حرفه‌ای شود. او در اوت ۲۰۲۱ با دبلیودبلیوئی قرارداد امضاء کرد و در ماه نوامبر همان سال با شخصیت یک زن شیک‌پوش و مدگرا شروع به فعالیت کرد و در ان‌اکس‌تی توانست برای یک‌بار قهرمان عنوان زنان این برند شود؛ سپس او در اوایل سال ۲۰۲۴ به برند اسمک‌داون درفت شد.

## WWE
NXT (2021–2024)
در 30 آگوست 2021، وینیلکو تنها زنی بود که در یک گروه جدید از استخدام‌کنندگان اعلام شد که در مرکز اجرای WWE تمرین می‌کردند. در 28 دسامبر، او به عنوان پاشنه برند توسعه‌دهنده WWE، NXT، با یک حیله دختر ثروتمند خراب، اولین بازی خود را آغاز کرد و فالون هنلی را شکست داد. در مارس 2022، او شروع به دشمنی با ساری کرد و به او حمله کرد که به دلیل رد پیشنهاد او برای جایگزینی گردنبند مادربزرگش با گردنبندی که او به او می داد، حمله کرد. در طول هفته‌های بعد، ساری برای استراتون هزینه بازی‌هایش در برابر هنلی و آیوی نیل را می‌داد، که منجر به مسابقه‌ای بین این دو در اپیزود 19 آوریل NXT شد که استراتون برنده شد و به دشمنی آنها پایان داد. در 24 مه، استراتون بخشی از تورنمنت برک‌آوت زنان NXT بود، و جایگزین نیکیتا لیون پس از آسیب دیدگی او شد و هنلی را در نیمه نهایی شکست داد و در فینال به رکسان پرز باخت.در ژوئن، استراتون با وندی چو دشمنی کرد و او را در NXT: The Great American Bash در 5 جولای شکست داد. در اپیزود 23 آگوست NXT، او به چو در مسابقه ای با چراغ خاموش باخت، که در طی آن دچار آسیب دیدگی سر شد که او را از بازی خارج کرد.
استراتون در 10 ژانویه 2023 در NXT: New Year's Evil بازگشت، جایی که یک تبلیغی را که نشان دهنده نگرش مثبت به شخصیت دختر ثروتمند خود بود، قطع کرد، اگرچه او بخشی از حقه خود را "دختر بابا" حذف کرد. در اپیزود 21 مارس NXT، استراتون ایندی هارتول را شکست داد تا برای مسابقات قهرمانی زنان NXT در NXT Stand & Deliver در 1 آوریل واجد شرایط شود، اما موفق به کسب عنوان نشد. استراتون سپس در یک تورنمنت تک حذفی هشت زن شرکت کرد، که در آن جیجی دولین را در مرحله یک چهارم نهایی، روکسان پرز در نیمه نهایی، و لیرا والکیریا را در فینال در NXT Battleground در 28 می شکست داد تا قهرمانی زنان NXT را به دست آورد و اولین عنوان خود را در دوران حرفه ای خود رقم زد. در 27 ژوئن، در NXT: Gold Rush، استراتون اولین دفاع موفق از عنوان خود را در برابر Thea Hail دانشگاه چیس انجام داد. در طول مسابقه، تگرگ استراتن را ارسال کرد، با این حال، قبل از اینکه استراتن در نهایت مسابقه را برد، حواس داور توسط درو گولاک پرت شد. این منجر به یک مسابقه مجدد در 30 ژوئیه در NXT The Great American Bash در یک مسابقه سابمیشن شد، جایی که استراتن یک بار دیگر عنوان خود را پس از آندره چیس که استراتن Hail را در سامیمیشن قفل کرد، حفظ کرد. در اپیزود 12 سپتامبر NXT، استراتن عنوان را به بکی لینچ از دست داد و به سلطنت او در 107 روز پایان داد. او نتوانست عنوان را از لینچ در مسابقه Extreme Rules در رویداد اصلی NXT No Mercy در 30 سپتامبر به دست آورد.
در اپیزود 7 نوامبر NXT، استراتون فالون هنلی را شکست داد تا برای چالش آهنین بازمانده در مهلت NXT در 9 دسامبر، که توسط بلر داونپورت برنده شد، واجد شرایط شود. در NXT: New Year's Evil در 2 ژانویه 2024، استراتون با هنلی در یک مسابقه "رنج دست یا خدمتکار برای یک روز" روبرو شد، اما شکست خورد، بنابراین او مجبور شد در طول هفته بعد یک روز در مزرعه هنلی کار کند. این نشان دهنده آخرین ظاهر NXT استراتن است. در 27 ژانویه در رویال رامبل، او به عنوان یکی از دو نماینده NXT وارد مسابقه رویال رامبل زنان در شماره 29 شد. او قبل از اینکه در کنار بیانکا بلیر توسط بیلی برنده نهایی حذف شود، نماینده همکار، روکسان پرز را حذف کرد.

## قهرمان زنان WWE (2024–اکنون)
در قسمت دوم فوریه اسمکدان، استراتن رسما با نام تجاری اسمکدان قرارداد امضا کرد. استراتون زلینا وگا را در قسمت 16 فوریه اسمکدان شکست داد تا برای مسابقه حذفی زنان در Elimination Chamber: Perth واجد شرایط شود. در رویداد 24 فوریه، استراتون با حمایت بلندی از سوی جمعیت استرالیایی، نائومی را قبل از حذف توسط لیو مورگان حذف کرد، که منجر به تشویق شدید تماشاگران شد. جمعیت همچنین در طول مسابقه اتاق مردان بعداً در نمایش، عبارت "Tiffy Time" او را سردادند. او برای قهرمانی زنان دبلیو دبلیو دبلیو دبلیو ای در یک مسابقه تهدید سه گانه در Backlash فرانسه شرکت کرد، اما ناموفق بود. او سپس با برنده ملکه رینگ و قهرمان زنان دبلیو دبلیو ای، نیا جکس، اتحاد تشکیل داد. در 6 ژوئیه، Stratton برنده مسابقه زنان در Money in the Bank ladder در رویدادی به همین نام بود. در بازی‌های Survivor Series در 30 نوامبر، استراتون در اولین مسابقه WarGames خود در کنار جکس، مورگان، راکل رودریگز و کندیس لری در برابر نائومی، بیلی، بیانکا بلیر، رئا ریپلی و آیو اسکای در یک تلاش شکست‌خورده شرکت کرد. در اپیزود 3 ژانویه 2025 اسمکدان، استراتون قرارداد Money in the Bank خود را با جکس (پس از کمک به دومی در دفاع از عنوانش در برابر نائومی و متعاقباً فعال کردن جکس و لری) برای برنده شدن مسابقات قهرمانی زنان دبلیو دبلیو ای نقد کرد. در اپیزود 17 ژانویه اسمکدان، استراتن بیلی را شکست داد تا عنوان را در اولین دفاع از عنوان خود حفظ کند.